# Lintneria eremitus
Espèce
Lintneria eremitus est une espèce nord-américaine de lépidoptères (papillons) de la famille des Sphingidae.

## Description

### Papillon
L'imago a une longueur de l'aile antérieure (LAA) comprise entre 27 et 37 mm. Les ailes antérieures ont une couleur brun jaunâtre ou brun gris sur le dessus. Le motif se compose de lignes ondulées, de lignes noires et d'un ou deux petits points blancs. Le thorax a des poils dorés. La zone médiane porte une vaste tache brun foncé que plusieurs espèces étroitement apparentées possèdent également. Les ailes postérieures sont noires sur le dessus et ont deux bandes blanches et une tache basale triangulaire noire. Le motif n'est pas très variable, mais il y a des spécimens légèrement plus foncés.
Lintneria eremitus est souvent confondu avec Sphinx canadensis, mais ces deux papillons ne coexistent généralement pas, et Lintneria eremitus se distingue par ses taches discales claires qui manquent chez les espèces similaires.

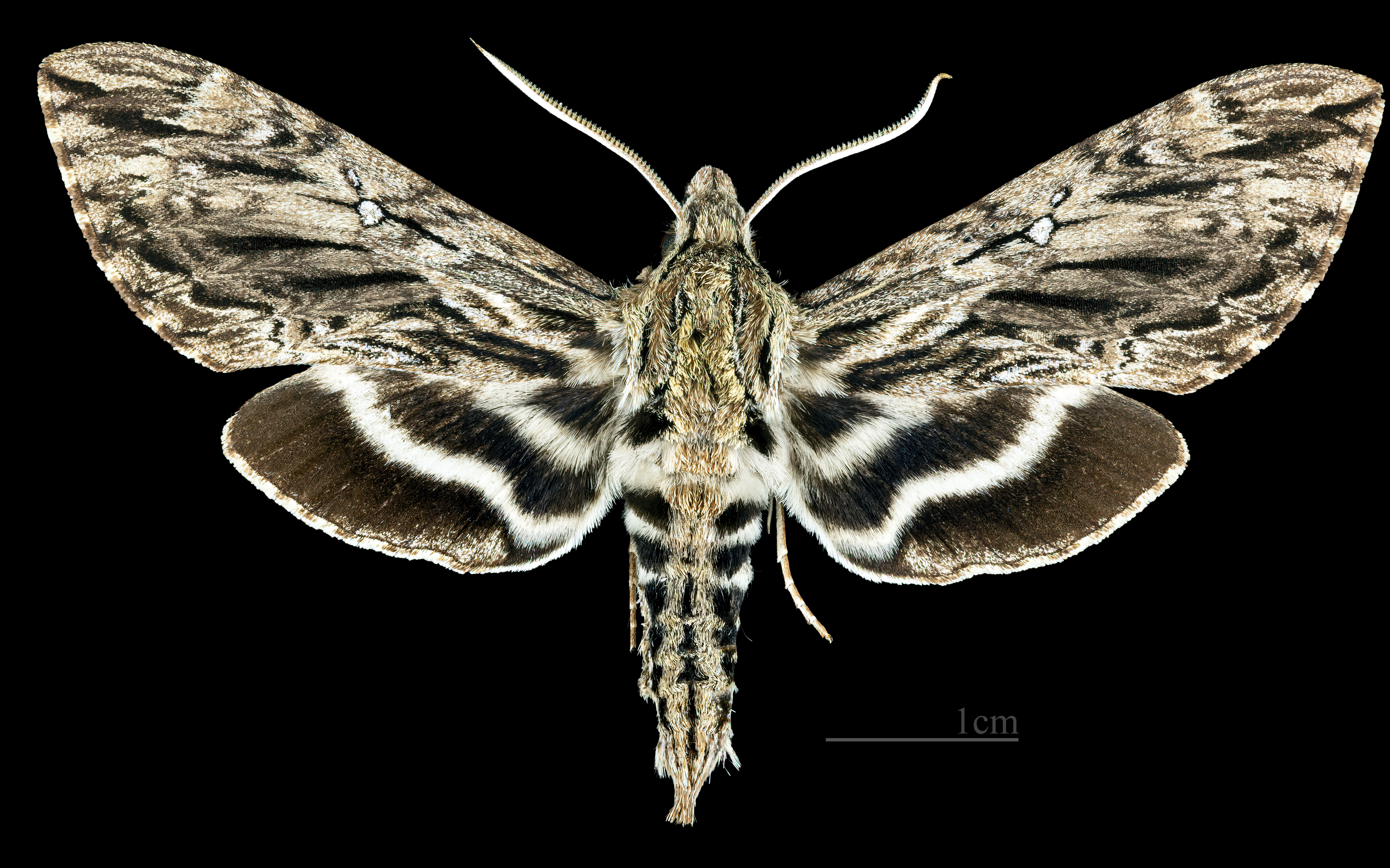
Avers du mâle
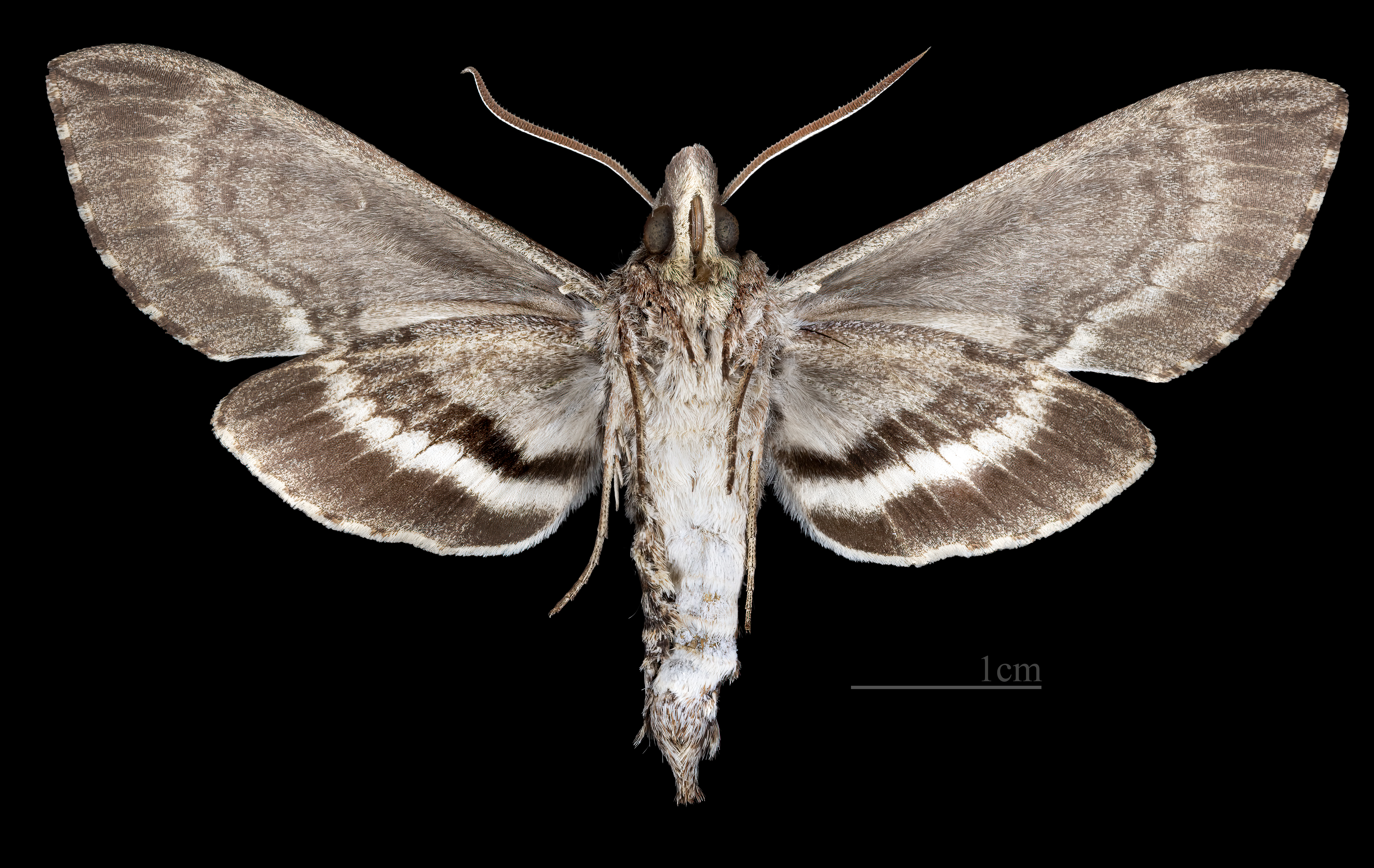
Revers du mâle
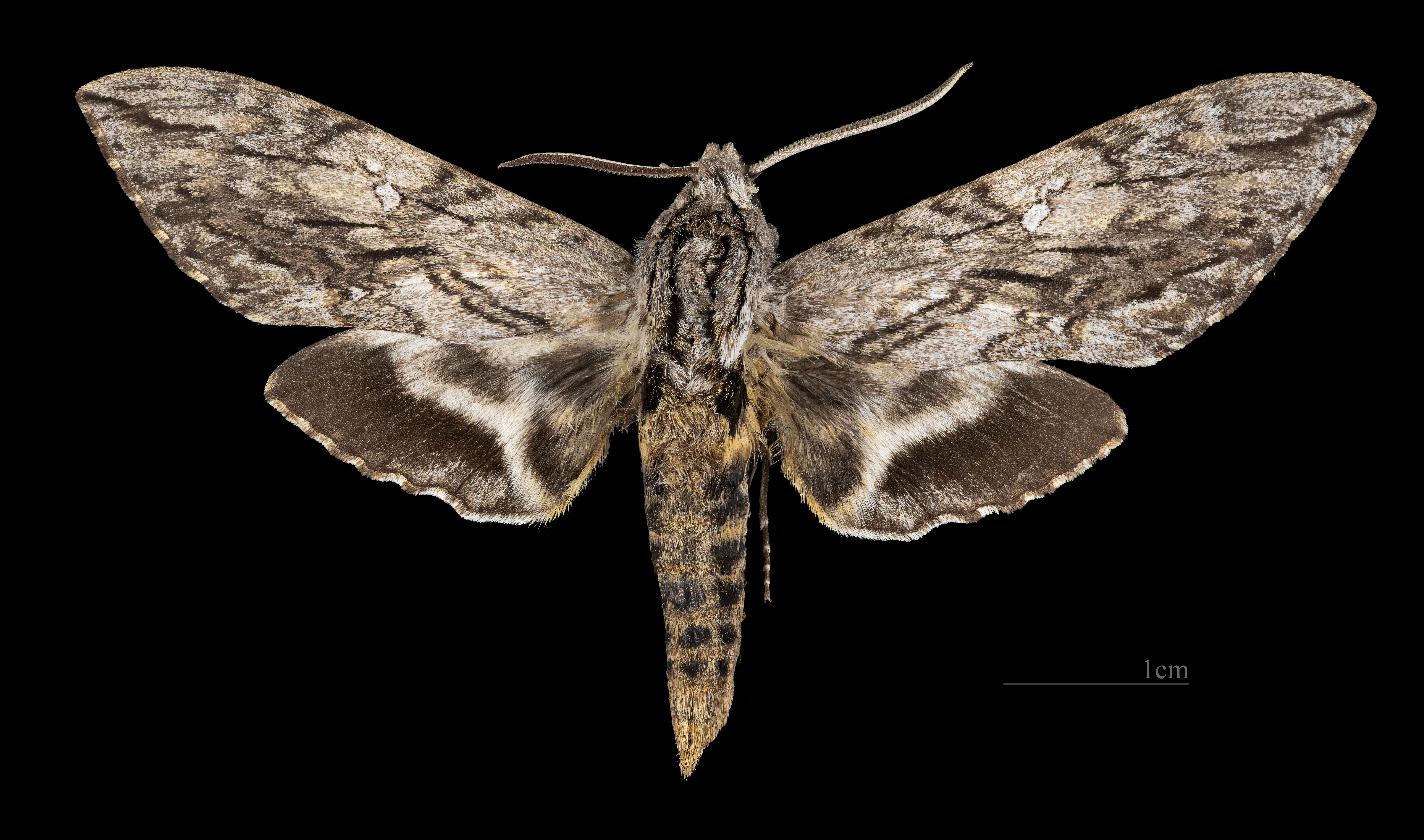
Avers de la femelle
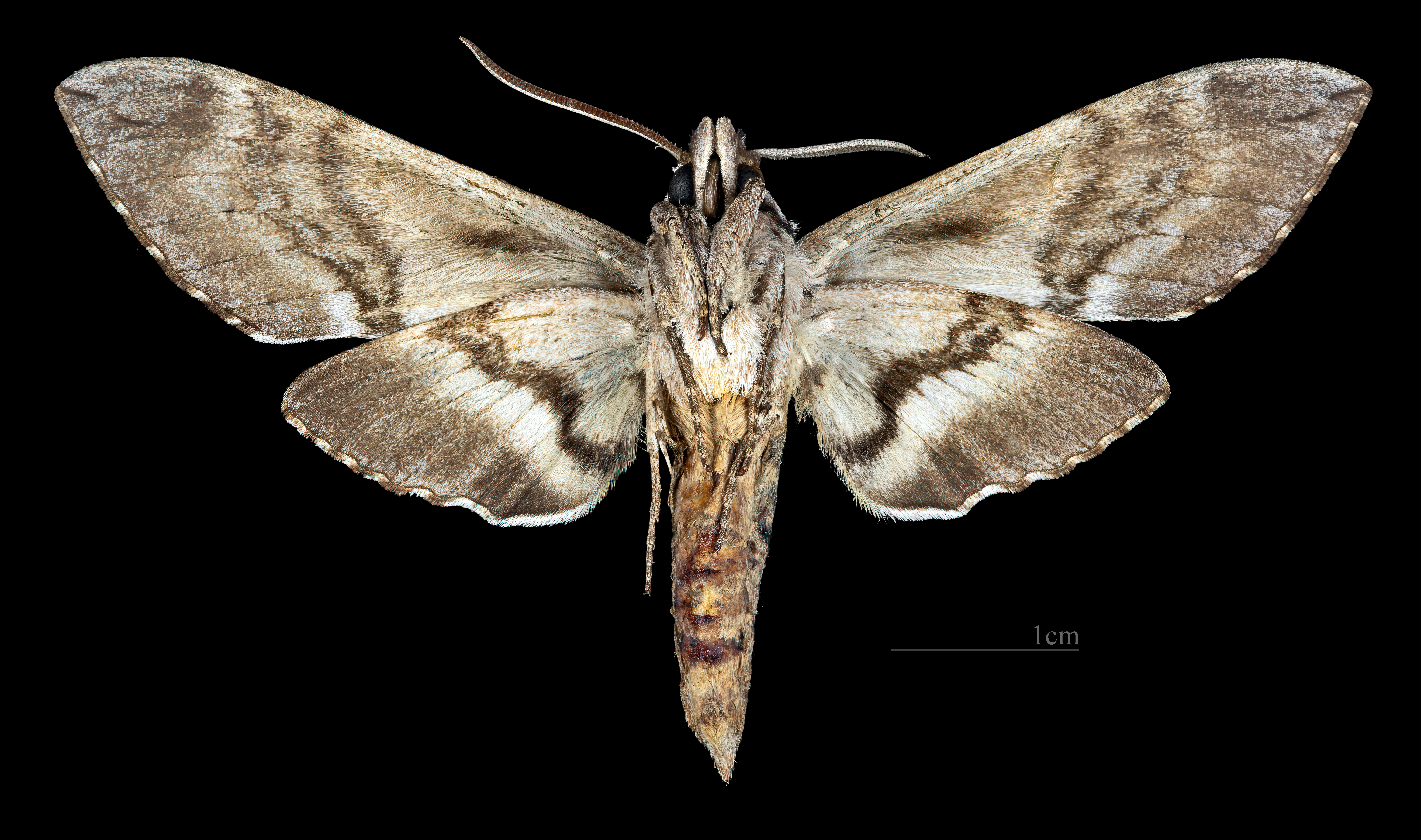
Revers de la femelle

### Chenille
Les chenilles sont brun chocolat au stade final et ont sept paires de bandes latérales brunes inclinées. Dans les premiers stades, les chenilles portent une extension charnue semblable à une corne sur le deuxième segment du thorax, qui est remplacée par une bosse au dernier stade. À l'arrière, il y a une tache claire derrière le thorax, qui est de couleur crème à rose et, comme toutes les espèces similaires, a un noyau noir profond à l'intérieur.

### Chrysalide
La chrysalide est marron et a une surface lisse. La gaine de la trompe, indépendante, mesure environ 10 mm de long et est pressée près du corps. Le crémaster est mince et se termine par une pointe.

## Répartition et habitat
L'espèce se trouve principalement dans le Nord-Est des États-Unis et autour des Grands Lacs, et dans deux secteurs rayonnant vers le sud. Le premier englobe les régions montagneuses de l'Est et s'étend plus au sud sur les collines de la région des Appalaches dans l'extrême Nord-Ouest de la Caroline du Sud, et vers l'ouest jusqu'au comté de Morgan dans le Tennessee. Le deuxième bras court sur le bord oriental des Grandes Plaines, avec des preuves isolées de l'espèce dans le Wisconsin et l'Illinois, plus au sud via le Missouri et l'Arkansas jusqu'à l'occurrence isolée de trouvailles individuelles en Louisiane. L'espèce n'a été détectée que très rarement entre ces deux bras de répartition. Les données manquent dans de grandes parties du Kentucky et du Tennessee, et dans le Mississippi, l'Alabama, la Géorgie et la Floride. Au nord des Grandes Plaines, l'espèce se rencontre dans le centre de l'Iowa, le Sud-Est du Dakota du Nord et le Sud-Ouest du Manitoba près du parc national du Mont-Riding. Au Canada, l'espèce ne se trouve que dans une bande étroite le long de la frontière avec les États-Unis, dans le Sud de l'Ontario et le Sud-Ouest du Québec.
L'espèce vit principalement dans des zones assez humides au bord de cours d'eau, où poussent des Lamiaceae.

## Écologie et comportement
Il y a une génération par an, et les adultes volent de fin juin à août.
La chenille se nourrit de nombreuses plantes de la famille des Lamiaceae, notamment des genres Lycopus, Mentha, Monarda et Salvia.
Les imagos se nourrissent du nectar aux fleurs à gorge profonde, de couleur claire, comme les Phlox ou les Asclepias.
Ils volent généralement au crépuscule. Ils sont facilement attirés par la lumière.